# Max Färberböck
Max Färberböck (né le 22 septembre 1950 à Degerndorf am Inn, aujourd'hui Brannenburg en Bavière) est un dramaturge et réalisateur allemand.

## Biographie
Après avoir travaillé plusieurs années dans les théâtres de Buenos Aires et en Italie, Färberböck complète ses études à la Hochschule für Fernsehen und Film München de Munich, travaille pour Constantin Film et comme assistant de Peter Zadek au Deutsches Schauspielhaus de Hambourg. Après avoir travaillé dans différents théâtres allemands il commence à écrire et à diriger des films de télévision.  Aimée et Jaguar  fut son premier long métrage, nommé au Golden Globe du meilleur film étranger. Son film Anonyma - Eine Frau in Berlin d'après le livre autobiographique Une femme à Berlin de Marta Hillers est sorti en octobre 2008 avec Nina Hoss dans le rôle principal.

## Filmographie (sélection)
- 1978 : Linda
- 1990 : Der Fahnder (série TV), saison 3, épisodes 4, 5 et 6
- 1992 : Sleeping Dogs (Schlafende Hunde) (TV)
- 1992 : Il y a toujours un perdant (Einer zahlt immer) (TV)
- 1994 : Bella Block (de) (série TV), épisode 1 : La commissaire (de)
- 1995 : Bella Block (série TV), épisode 2 : Liebestod
- 1999 : Aimée et Jaguar
- 2001 : Au-delà (Jenseits) (TV)
- 2003 : September (en)
- 2008 : Une femme à Berlin (Anonyma – Eine Frau in Berlin)
- 2009 : Bella Block (série TV), épisode 28 : Vorsehung
- 2010 : Sau Nummer vier. Ein Niederbayernkrimi (de) (TV)
- 2013 : Paradies 505. Ein Niederbayernkrimi (de) (TV)
- 2013 : Mein Vater, seine Freunde und das ganz schnelle Geld (TV)
- 2014-2018 : Tatort (série TV), 4 épisodes